# John Bohlinger

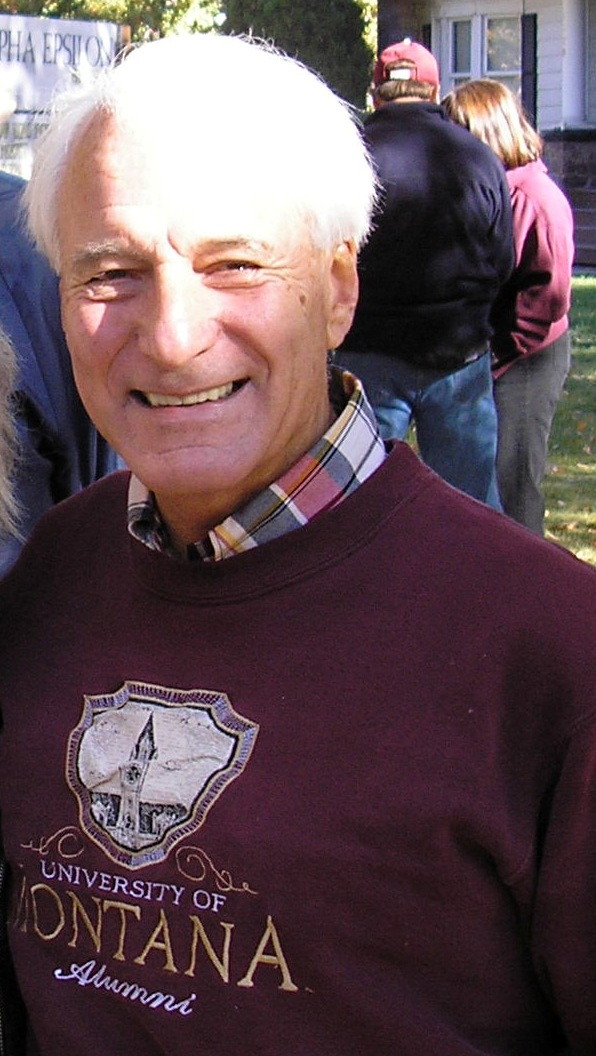
John Bohlinger

John Bohlinger Jr. (* 21. April 1936 in Bozeman, Montana) ist ein US-amerikanischer Politiker. Zwischen 2005 und 2013 war er Vizegouverneur des Bundesstaates Montana.

## Werdegang
Im Jahr 1941 kam John Bohlinger mit seinen Eltern nach Billings, wo er später die High School besuchte. In dieser Zeit wurde er Mitglied der Reserve des United States Marine Corps. Von 1954 bis 1961 war er dort im aktiven Militärdienst. Er studierte an der University of Montana Wirtschaftslehre und war von 1961 bis 1992 Leiter der Bekleidungsfirma Aileen’s Clothing. Politisch schloss er sich zunächst der Republikanischen Partei an. Von 1992 bis 1998 saß er im Repräsentantenhaus von Montana; zwischen 1998 und 2004 gehörte er dem Staatssenat an.
2004 wurde Bohlinger an der Seite des Demokraten Brian Schweitzer zum Vizegouverneur von Montana gewählt. Dieses Amt bekleidete er nach einer Wiederwahl zwischen 2005 und 2013. Dabei war er Stellvertreter des Gouverneurs. Im Jahr 2013 verließ er die Republikaner und wurde Mitglied der Demokratischen Partei. 2014 strebte er die Nominierung seiner neuen Partei für die Wahlen zum US-Senat an.